# 반석초등학교 (경기)
반석초등학교는 대한민국 경기도 화성시에 있는 공립 초등학교이다.

## 학교 연혁
- 2007.09.01 제 1대 윤희태 교장 부임
- 2007.10.11 반석초등학교병설유치원 1학급 편성
- 2007.12.10 초등학교 18학급 편성
- 2008.02.15 제 1회 졸업 (100명)
- 2008.03.01 초등학교 38학급, 유치원 3학급 편성
- 2009.02.17 제 2회 졸업 (338명)
- 2009.03.01 초등학교 39학급, 유치원 3학급 편성
- 2010.02.11 제 3회 졸업 579명
- 2011.02 제 4회 졸업(225명)
- 2012.02.15 제 5회 졸업 251명
- 2012.03.01 제 2대 임성재 교장 부임
- 2015.02.13 제 8회 졸업 (218명)
- 2015.09.01 제 3대 권영주 교장 부임
- 2016.02.19 제 9회 졸업 (251명)
- 2016.03.01 초등학교 39학급, 유치원 3학급, 특수학급 1학급 편성
- 2017.02.10 제 10회 졸업 (230명)
- 2017.03.01 초등학교 40학급, 유치원 3학급, 특수학급 1학급 편성

## 학교 상징
학교의 마크 : 지역사회와 학교(파란색 손 모양)가 학생(쟁반 위 공)들의 무한한꿈을 키워 예절인, 실력인, 창조인, 건강인으로 양성하는 것을 상징적으로 나타냄
교화 : 겨우내 추위를 이겨내고 활기찬 봄을 알리는 영산홍은 한그루의 아름다움도 있지만 함께 모이면 아름다움을 배가 시켜주므로 영산홍을 닮아 협동하며 서로 도와주자는 의미임
교목 : 시원한 그늘로 쉼터를 제공하는 느티나무처럼 다른 사람을 배려하는 넓은 마음을 갖자는 의미임

## 참고 자료
- 반석초등학교 - 한국교육학술정보원 학교알리미